# Ken Downing
Kenneth Henry Downing, né le 5 décembre 1917 à Chesterton (Staffordshire) et mort le 3 mai 2004 à Monaco, est un ancien pilote automobile britannique. Débutant en compétition à la fin des années 1940, il a notamment disputé deux Grands Prix de championnat du monde en 1952, sur Connaught.

## Résultats en championnat du monde de Formule 1
| Saison | Écurie                      | Châssis     | Moteur                 | Pneus  | GP disputés | Points inscrits | Classement |
| ------ | --------------------------- | ----------- | ---------------------- | ------ | ----------- | --------------- | ---------- |
| 1952   | Connaught Engineering Privé | Connaught A | Lea Francis 4 en ligne | Dunlop | 2           | 0               | non classé |